# Běrunice (przystanek kolejowy)
Běrunice (czeski: Železniční zastávka Běrunice) – przystanek kolejowy w miejscowości Běrunice, w kraju środkowoczeskim, w Czechach. Znajduje się na wysokości 215 m n.p.m..
Jest obsługiwany i zarządzany przez České dráhy. Na przystanku nie ma możliwości zakupu biletów, a obsługa podróżnych odbywa się w pociągu. 

## Linie kolejowe
- 062 Chlumec nad Cidlinou – Křinec